# Cissomela pectoralis
El mielero bandeado o pájaro azúcar rayado (Cissomela pectoralis) es una especie de ave paseriforme de la familia Meliphagidae endémica de Australia.

## Taxonomía
El mielero bandeado fue descrito científicamente por el ornitólogo inglés John Gould en 1841 como Myzomela pectoralis.
Fue colocado previamente en el género Certhionyx, pero fue trasladado al género monotípico Cissomela tras los resultados de un análisis de filogenética molecular publicado en 2011, que demostró que el género original era polifilético.

## Distribución
Es endémica en el norte de Australia, desde Broome en el norte de Australia Occidental, a través del norte del Territorio del Norte, hasta la península del Cabo York en Queensland.